# 心臓 (KREVAのアルバム)
『心臓』（しんぞう）は、2009年9月8日に発売されたKREVAの4枚目のオリジナル・アルバム。発売元はポニーキャニオン。

## 解説
前作「よろしくお願いします」より2年ぶりのオリジナル・アルバム。
DVD付初回限定盤と通常盤の2形態で発売。前作「よろしくお願いします」の廉価盤『何卒よろしくお願いします』も期間限定で同時発売された。
デビュー5周年として、デビュー・シングル「音色」と同じく9月8日、「クレバの日」に発売される。DVD付初回限定盤の規格品番が「PCCA.05555」になっている。

## 制作
本作は愛をテーマに制作され、ラブソングが多く収録されている。
アルバム構成は全体を心臓に見立て、中央にインタールードを置き前半7曲を左心室、後半7曲を右心室として位置付けている。

## チャート成績
オリコンチャート4位を獲得した。

## 収録曲
特記以外　作詞・作曲・編曲：KREVA

### CD
1. K.I.S.S
2. 瞬間speechless
  - 作詞・作曲：KREVA,Rupert Holmes
3. これがFall In Love
4. Tears In My Eyes
5. リズム
6. シンクロ feat.古内東子
7. Tonight
  - 作曲・編曲：KREVA・古内東子
8. 心臓
  - 作曲・編曲：熊井吾郎・KREVA
9. ACE
10. 成功
  - 編曲：KREVA・さかいゆう
11. 中盤戦 feat.Mummy-D
  - 作詞：KREVA,Mummy-D
  - 日本テレビ「プリズン・ブレイク ファイナルシーズン」主題歌
12. I Wanna Know You
13. キャラメルポップコーン feat.将絢 from Romancrew
  - 作詞：KREVA・将絢
14. 生まれてきてありがとう feat.さかいゆう
  - 作詞・作曲・編曲：さかいゆう・KREVA
  - シングル・バージョンとはイントロ部分が若干異なる。
15. この先どうなる?

### DVD
1. 成功
2. 生まれてきてありがとう feat.さかいゆう
3. 瞬間speechless
4. 君に、胸キュン。-浮気なヴァカンス-＜Live“意味深2”バックグラウンド映像＞